# 第一号型哨戒特務艇
第一号型哨戒特務艇（だいいちごうがたしょうかいとくむてい、旧字体：第一號型哨戒特務艇）は、日本海軍の哨戒特務艇。

## 計画
太平洋戦争時、日本海軍は小型木造漁船を大量に徴用し特設哨戒艇として洋上監視任務に就かせたが被害も多く、その性能も十分でなかった。そのため1943年(昭和18年)に海軍自ら建造することになった。当時木造の第一号型駆潜特務艇が順調に建造にされており、木造造船所への後続艇の形で発注された木造漁船形式の船だった。
昭和18,19年度による第二段及び第三段戦備(戦時艦船建造補充計画、通称マル戦計画)で軍令部は、木造の哨戒特務艇乙(本型)300隻、鋼製の哨戒特務艇甲90隻を要求した。甲は乙に続いて建造の予定だったが戦局の推移で中止となり、乙は、第84帝国議会で62隻(1隻当たり1,307,000円)、第86議会で178隻(1隻当たり1,350,000円)、計240隻の予算が成立した。建造予定隻数としては200隻発注、280隻予定または280隻予算成立などとする文献がある。仮称艦名は第2121号艦から第2400号艦までの280隻が割り当てられていた。

## 建造
1944年（昭和19年）より国内の有力木造造船所16カ所で船体を建造、兵装は横須賀海軍工廠などの各海軍工廠で艤装することで量産に入った。しかし終戦までに起工したものは57隻、そのうち竣工したものは27隻、船体のみ完成状態のものが10隻に過ぎなかった。建造の遅れは木材の供給が不足していたためと言われる。十分に寝かせた木材を使用しなかったために竣工後に木材の間に隙間が空いて浸水したり、また虫害にあうなど悩まされたという。1945年（昭和20年）に入り戦局が更に悪化したため残りの建造は中止となり、海防艇（乙）の建造に切り替わった。

## 艇型
設計は木造漁船の規定が適用され、一般配置も漁船と大差は無く、戦争終結後は容易に漁船に改造できるよう考慮された。漁船との違いは船艙(魚艙)に当たる部分に前部兵員室を設けた。また前部兵員室と機械室の間には糧食庫と冷蔵庫を設け、その下方には鋼製の重油タンクを設けて航続距離の延長を図った。前部マストは船橋前方に設置したが、複数の艇では船橋直後に設置したものもあった。
機関は第一号型駆潜特務艇と同じで、当時量産されていた中速400馬力ディーゼルを搭載した。計画速力9ノットに対する必要馬力は約250馬力で本艇では約9.3ノットを出せる力量のエンジンだったが、当時は選択の余地が無かった。力量の余裕は荒天時の速力低下を防ぐという良い点もあった。また哨戒中の燃料節約のため、後部マストに帆を張って帆走することも計画され、帆架ブームが設けられていたが、帆走は建造途中で断念するに至った。
兵装は船首に機銃台を設置し25mm連装機銃1基を搭載した。船尾には4個載の爆雷投下軌道2組を設置、爆雷8個を搭載する計画だった。電探は24号電探の搭載を計画していたが、実際には13号電探が船橋の後部、煙突の直前に搭載された。逆探は船橋トップの舷側部に設置が確認される。
「第1号」が1945年3月末に横須賀で竣工し、その審議の結果、以下の改正が施された。
- 操舵室や機械室側方に10mmHT鋼を防弾板として装着した。
- 重心が計画より高い位置となったので砂利バラスト(計画32トン[17])が更に10トン増載された。また後期艇は煙突を約300mm低め、その径も小さくされた。
- 「第1号」は軽便探信儀を搭載したが、以降の艇は新式の三式3型探信儀を船底装備することに改められた。
- 爆雷を8個から三式爆雷12個に増載し投下軌道も延長、そのため上部構造物内にあった浴室を廃止した。
- 代償重量として4m通船を撤去したが、以後もそのまま搭載していた艇もあった。

また同年4月に沖縄戦が始まり、上記改正と同時に以下の改正も施された。
- 25mm単装機銃が後部マスト直前[1]の後部構造物(烹炊室)上の両舷に1基ずつ増載された。
- 前部25mm連装機銃台の左右に12cm連装(または単装[7])ロケット砲を1基ずつ装備した。
- 二式特魚雷用落射台を船体中央両舷のブルワーク上に1基ずつ装備した。必要に応じて魚雷2本を供給する予定だった。

なお、電線20,000mを搭載とする文献がある。

## 運用
1番艇の竣工が1945年（昭和20年）2月になったため外洋の哨戒を行った艇は少数であり、終戦までの喪失は数隻のみであった。木造船体のため大戦中から磁気機雷の掃海作業に当たった艇も多く、終戦後もそのまま掃海作業が継続された。戦後に座礁や触雷などで8隻前後が喪失している。
1947年11月22日に連合軍は23隻の哨戒特務艇を漁船へ改造することを許可し、第85号などが実際に漁船に改造された。
第31号その他は1948年（昭和23年）から海上保安庁の掃海艇になり、運用中に3隻を喪失した。残り(10隻)は後に海上自衛隊に移管、昭和40年代初期まで役務に従事した。海上自衛隊では「うきしま」（旧：第31号）を1番艇としてうきしま型掃海艇と称した。なお、うきしま型は同じく旧海軍から引き継がれたちよづる型（旧：第一号型駆潜特務艇）よりも大型だったため、磁気掃海用発電機や電纜巻取りドラム等を装備する改装を受けている。これら戦後の活躍を見て『#日本海軍護衛艦艇史』では、「本型の真価はむしろ戦後に発揮されたといえよう」としている。

## 同型艇
- 艇番号：竣工日（船体建造所/兵装艤装工廠）。喪失日と原因（場所）、または戦後の状況。

艇番号が斜字の艇は終戦時未成。
船体建造所は、市川=市川造船所（宇治山田市）、強力=強力造船所（宇治山田市）、小柳=小柳造船所（静岡市）、佐賀=佐賀造船鉄工所（新湊市）、四国=四国船渠工業所（高松市）、自念=自念造船鉄工所（門司市）、徳島=徳島合同造船（徳島市）、西井=西井造船所（宇治山田市）、林兼=林兼重工業（下関市）、福岡=福岡造船鉄工（福岡市）、福島=福島造船鉄工所（松江市）、船矢=船矢造船鉄工所（函館市）、三保=三保造船所（清水市）、村上=村上造船所（石巻市）、山西=山西造船鉄工所（石巻市）、米子=米子造船所（米子市）。
兵装艤装工廠は横須賀=横須賀海軍工廠、呉=呉海軍工廠、佐世保=佐世保海軍工廠、舞鶴=舞鶴海軍工廠。
- 第1号：1945年3月28日竣工（山西/横須賀)。終戦時横須賀に所在（推定）。
- 第2号：1945年5月20日竣工（山西/横須賀)。終戦時横浜に所在。
- 第3号：1945年8月5日竣工（山西/横須賀)。終戦時横須賀に所在。
- 第4号：未成（山西/横須賀)。戦後漁船「熊野丸」となる。
- 第25号：1945年4月27日竣工（村上/横須賀)。終戦時下関に所在。1945年9月18日浸水着底。
- 第26号：1945年8月2日竣工（村上/横須賀)。戦後漁船に改造。
- 第27号：未成（村上/-)。戦後解体。
- 第31号：1945年7月29日竣工（船矢/横須賀)。戦後掃海艦指定＞運輸省＞海上保安庁掃海船「MS18号」後に「うしきま」と改名＞保安庁警備隊（海上自衛隊）掃海艇、1961年「掃海雑船17号」、1963年3月31日除籍。
- 第32号：未成（船矢/-)。戦後漁船改造許可。
- 第33号：未成（船矢/-)。戦後漁船改造許可。
- 第34号：未成（船矢/-)。戦後漁船に改造。
- 第37号：1945年6月2日竣工（三保/横須賀)。1945年7月18日米空母機の攻撃（横須賀）。
- 第38号：未成（三保/-)。戦後解体。
- 第54号：1945年8月5日竣工（小柳/横須賀)。終戦時横須賀に所在、戦後沈没。
- 第55号：未成（小柳/-)。
- 第64号：未成（佐賀/舞鶴)。戦後漁船改造許可。
- 第65号：未成（佐賀/-)。戦後漁船改造許可。
- 第66号：未成（佐賀/-)。
- 第84号：1945年6月7日竣工（米子/舞鶴)。戦後掃海艦指定＞運輸省＞海上保安庁掃海船「MS19号」朝鮮戦争で掃海に従事、後に「つるしま」と改名＞保安庁警備隊（海上自衛隊）、1962年「掃海雑船24号」、1963年3月31日除籍。
- 第85号：未成（米子/-)。戦後漁船改造許可。
- 第86号：未命名、未成（米子/-)。
- 第90号：1945年4月11日竣工（市川/横須賀)。1945年8月から9月に触雷沈没（酒田）。
- 第91号：未成（市川/横須賀)。
- 第92号：未成（市川/-)。
- 第93号：未成（市川/-)。
- 第110号：未成（西井/横須賀)。1945年7月18日米空母機の攻撃で沈没（横須賀）。
- 第111号：未成（西井/横須賀)。
- 第122号：未成（強力/横須賀)。1945年7月18日米空母機の攻撃で沈没（横須賀）。
- 第123号：未成（強力/横須賀)。
- 第134号：1945年2月26日竣工（四国/呉)。戦後掃海艦指定＞運輸省＞海上保安庁掃海船「MS20号」朝鮮戦争で掃海に従事、後に「おとしま」と改名＞保安庁警備隊（海上自衛隊）掃海艇、1961年「掃海雑船32号」、1962年3月31日除籍。
- 第135号：1945年5月23日竣工（四国/呉)。戦後掃海艦指定＞運輸省＞海上保安庁掃海船「MS21号」朝鮮戦争で掃海に従事、後に「まつしま」と改名＞保安庁警備隊（海上自衛隊）掃海艇、1962年「特務雑船32号」、1964年3月31日除籍。
- 第136号：1945年6月5日竣工（四国/呉)。戦後掃海艦指定＞運輸省＞海上保安庁掃海船「MS22号」朝鮮戦争で掃海に従事、後に「ひめしま」と改名＞保安庁警備隊（海上自衛隊）掃海艇、1961年掃海雑船19号、1962年3月31日除籍。
- 第137号：1945年7月15日竣工（四国/呉)。戦後掃海艦指定、1946年4月18日荒天のため浸水擱座、放棄（下関）。
- 第138号：1945年8月11日竣工（四国/呉)。戦後掃海艦指定＞運輸省＞海上保安庁掃海船「MS23号」朝鮮戦争で掃海に従事、後に「あわしま」と改名＞保安庁警備隊（海上自衛隊）掃海艇、1961年「掃海雑船20号」、1963年3月31日除籍。
- 第139号：未成（四国/呉)。戦後掃海艦指定＞運輸省＞海上保安庁掃海船「MS24号」朝鮮戦争で掃海に従事、後に「くるしま」と改名＞保安庁警備隊（海上自衛隊）掃海艇、1962年「掃海雑船25号」、1964年3月31日除籍。
- 第140号：未成（四国/-)。
- 第152号：1945年5月23日竣工（福島/呉)。戦後掃海艦指定＞運輸省＞海上保安庁掃海船「MS25号」朝鮮戦争で掃海に従事、後に「かもしま」と改名＞保安庁警備隊（海上自衛隊）掃海艇、1961年「掃海雑船21号」、1962年3月31日除籍。
- 第153号：1945年7月23日竣工（福島/呉)。戦後掃海艦指定＞運輸省＞海上保安庁掃海船「MS26号」朝鮮戦争で掃海に従事、後に「たかしま」と改名＞保安庁警備隊（海上自衛隊）掃海艇、1962年「特務雑船33号」、1967年3月31日除籍。
- 第154号：未成（福島/呉)。戦後掃海艦指定＞運輸省＞海上保安庁掃海船「MS27号」1949年5月23日触雷沈没（関門海峡）。
- 第155号：未成（福島/-)。
- 第156号：未成（福島/-)。
- 第163号：1945年2月10日竣工（林兼/佐世保)。1945年8月22日触雷着底（七尾湾）、後に引き揚げ漁船に改造。
- 第164号：1945年3月2日竣工（林兼/佐世保)。1945年5月30日座礁（種子島）、後に解体。
- 第165号：1945年5月15日竣工（林兼/佐世保)。終戦時横須賀に所在、戦後沈没。
- 第166号：1945年7月23日竣工（林兼/佐世保)。1945年8月12日被爆沈没（浦崎南西）。
- 第173号：1945年3月26日竣工（徳島/呉)。1945年3月29日触雷（若松港）、浮揚のち解体。
- 第174号：1945年5月10日竣工（徳島/呉)。終戦時敦賀に所在。
- 第175号：1945年6月6日竣工（徳島/呉)。戦後掃海艦指定＞運輸省＞海上保安庁掃海船「MS28号」1950年10月30日座礁喪失（須崎沖）。
- 第176号：未成（徳島/呉)。戦後掃海艦指定、1946年4月18日擱座沈没（下関吉見）。
- 第177号：未成（徳島/-)。
- 第178号：未命名、未成（徳島/-)。
- 第179号：1945年5月20日竣工（自念/佐世保)。戦後掃海艦指定＞海上保安庁掃海船「MS29号」、後に「おおしま」と改名＞保安庁警備隊（海上自衛隊）掃海艇、1962年3月31日除籍。
- 第180号：未成（自念/-)。
- 第181号：未成（福岡/-)。
- 第191号：1945年3月27日竣工（福岡/佐世保)。戦後掃海艦指定＞運輸省＞海上保安庁掃海船「MS30号」朝鮮戦争で掃海に従事中、1950年10月27日座礁沈没。
- 第192号：1945年7月27日竣工（福岡/佐世保)。終戦時元山に所在（推定）。
- 第193号：未成（福岡/-)。1945年9月18日台風で沈没。